# آلترمغناطیس

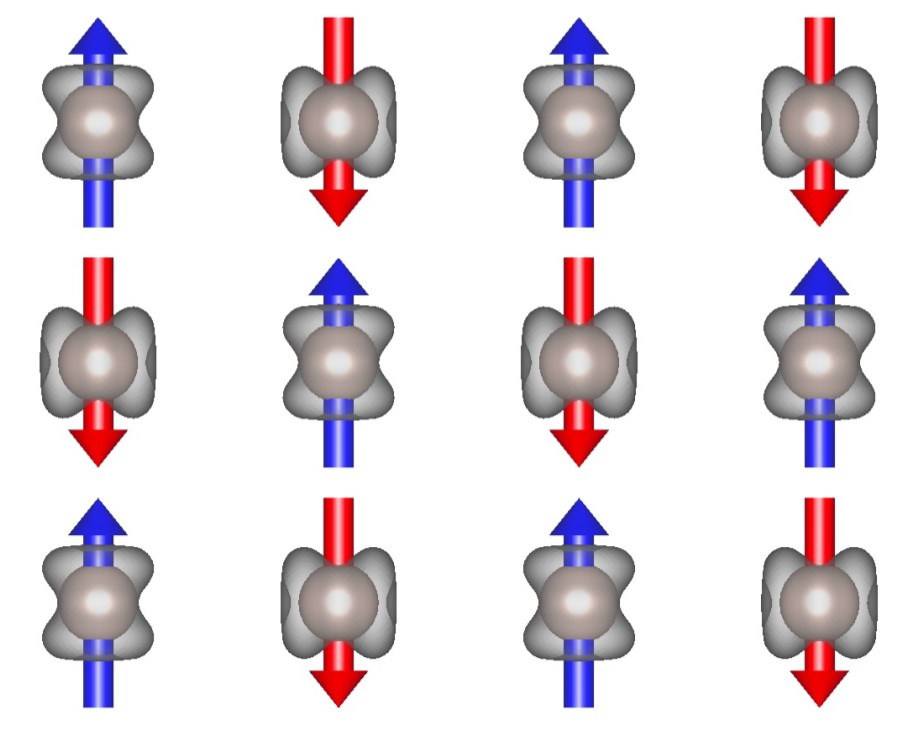
نمونه‌ای از نظم آلترمغناطیسی، که در آن جهت چرخش‌ها و جهت‌گیری فضایی اتم‌ها در سایت‌های مجاور در بلور به صورت متناوب تغییر می‌کند.

آلترمغناطیس (انگلیسی: Altermagnetism) در فیزیک ماده چگال، نوعی مغناطیس پایدار در بلور است. ساختارهای آلترمغناطیسی هم‌خطی و هم‌تراز با تقارن بلوری هستند، که منجر به مغناطیس خالص صفر می‌شود. برخلاف ضدفرومغناطیس معمولی که یک وضعیت مغناطیسی دیگر با مغناطیس خالص صفر است، در آلترمغناطیس نظریه نوارها به‌صورت کرمِرز غیرمترادف نیستند، بلکه به‌صورت وابسته به بردار موج به‌طور اسپینی عمل می‌کنند. در ارتباط با این ویژگی، مشاهدات تجربی کلیدی در سال ۲۰۲۴ منتشر شد. گمان می‌رود که آلترمغناطیس ممکن است در زمینه اسپینترونیک کاربردهایی داشته باشد.

## ساختار بلوری و تقارن
در مواد آلترمغناطیسی، اتم‌ها الگوی منظم با چرخش و جهت‌گیری فضایی متناوب در سایت‌های مغناطیسی مجاور در بلور ایجاد می‌کنند.
اتم‌ها با گشتاور مغناطیسی مخالف در آلترمگنت‌ها توسط چرخش بلوری یا تقارن آینه‌ای به هم متصل می‌شوند. جهت‌گیری فضایی اتم‌های مغناطیسی ممکن است از اطراف قفس‌های اتم‌های غیرمغناطیسی سرچشمه بگیرد.زیرلایه‌های گشتاور مغناطیسی مخالف در تلورید منگنز آلترا مغناطیسی (MnTe) با چرخش اسپین ترکیب شده با چرخش شش‌تایی بلور و جابجایی نیمی از سلول واحد مرتبط هستند. در اکسید روتنیوم (IV) (RuO2)، زیرمجموعه‌های بلوری چرخش مخالف با چرخش چهارضلعی بلوری به هم مرتبط هستند.

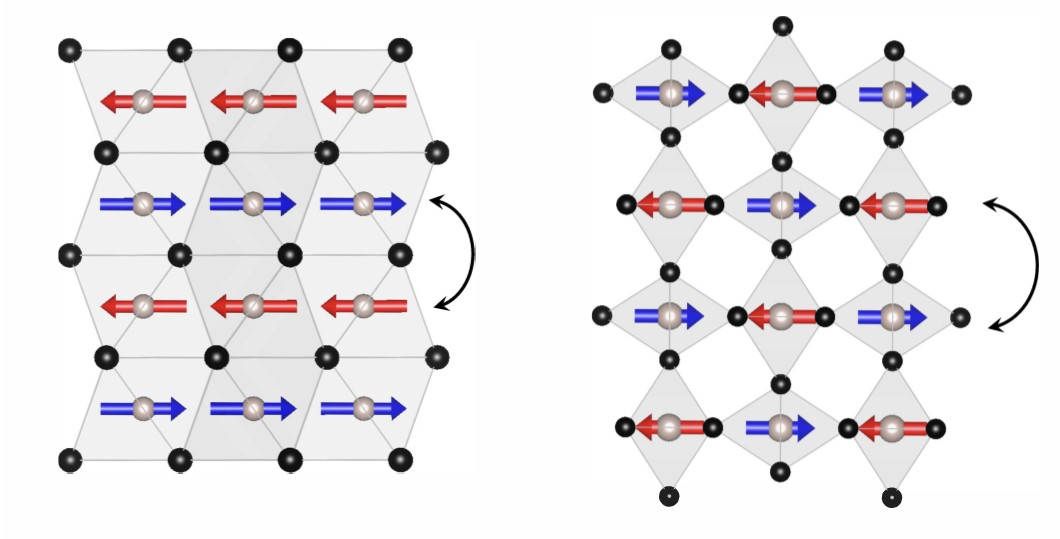
الگوی متناوب مغناطیسی و بلوری در تلورید منگنز آلترمغناطیسی (MnTe، چپ) و دی‌اکسید روتنیوم (RuO_{2}، راست).

## ساختار الکترونیکی
یکی از ویژگی‌های متمایزآلترمغناطیس‌ها، شکاف مخصوص چرخش در نظریه نوارها است که اولین بار در آزمایش‌ها و کارهایی که در سال ۲۰۲۴ منتشر شد، مشاهده گردید. ساختار باند آلترمغناطیسی تقارن معکوس زمان را می‌شکند، Eks=E-ks (که در آن E انرژی، k بردار موج و s چرخش است) مانند در فِرومغناطیس‌ها، با این حال برخلاف فِرومغناطیس‌ها، این ساختار چرخش باعث ایجاد مغناطش خالص نمی‌شود. قطبش چرخشی آلترمغناطیسی در فضای بردار موج به‌طور متناوب تغییر می‌کند و گره‌های ۲، ۴ یا ۶ چرخش‌دگرجهت تشکیل می‌دهد که به ترتیب مربوط به پارامترهای مرتبه d, g یا i-موج هستند.
یک آلترمغناطیس با موج d می‌تواند به عنوان معادل مغناطیسی یک ابررسانایی با موج d در نظر گرفته شود.
- سطح فرمی یک فلز آلترمغناطیسی. رنگ‌های آبی و قرمز به ترتیب نشان‌دهنده قطبش بالا و پایین اسپین هستند.
- ساختار باند یک آلترا مغناطیس.

ساختار باند اسپینی آلترمغناطیسی در نمودار انرژی-بردار موج (دیاگرام) هم‌راستا است و تقارن معکوس را نمی‌شکند. تقسیم‌بندی اسپین آلترا مغناطیس در بردار موج یکنواخت است، به عبارت دیگر (kx2-ky2)sz است. بنابراین، این ویژگی از بافت اسپینی غیرهم‌راستا در رسبا یا درسلهاوس (Dresselhaus) که تقارن معکوس را در مواد غیرمغناطیسی یا ضدفرومغناطیسی بی‌مرکز به دلیل تعامل اسپین-مدار می‌شکند، متمایز است. شکستن غیرمعمول تقارن معکوس زمانی، جداسازی اسپین غول‌پیکر ~1eV و اثر هال غیرعادی ابتدا به‌طور نظری پیش‌بینی شده و سپس به‌طور تجربی در RuO2 تأیید شد.

## مواد
شواهد تجربی مستقیم از ساختار باند آلترمغناطیسی در MnTe نیمه‌هادی و اکسید روتنیوم (IV) فلزی اولین بار در سال ۲۰۲۴ منتشر شد. پیش‌بینی شده است که بسیاری از مواد دیگر از عایق‌ها، نیمه‌هادی‌ها، و فلزات تا ابررساناها آلترمغناطیس باشند. آلترمغناطیسی در مواد سه‌بعدی و دوبعدی پیش‌بینی شده است که شامل هم عناصر سبک و هم سنگین بوده و می‌توان آن را در ساختارهای باند غیرنسبیتی و نسبیتی پیدا کرد.

## ویژگی‌ها
آلترمغناطیس‌ها ترکیب غیرمعمولی از ویژگی‌های فرومغناطیسی و ضدفرومغناطیسی را نشان می‌دهند که به‌طور قابل توجهی بیشتر شبیه به ویژگی‌های فرومغناطیس‌ها هستند. ویژگی‌های برجسته مواد آلترمغناطیسی مانند اثر هال غیرمعمولی پیش‌تر مشاهده شده‌اند (البته این اثر همچنین در سایر سیستم‌های مغناطیسی جبران‌شده مانند ضدفرومغناطیس‌های غیرکولینیار) مشاهده می‌شود. آلترمگنت‌ها همچنین ویژگی‌های منحصر به فردی مانند جریان‌های غیرمعمول و اسپینی دارند که می‌توانند با چرخش بلور علامت تغییر کنند.